# Brixen
Brixen (italià Bressanone, ladí Porsenù) és un municipi italià, dins de la província autònoma de Tirol del Sud. És un dels municipis del districte i vall d'Eisacktal. Comprèn les fraccions d'Albeins, Gereuth, Klerant, Karnol, Elvas, Milland, Afers, Mahr, Mellaun, Pairdorf, Untereben, Pinzagen, Plabach, St. Andrä, Tschötsch, St. Leonhard, Tötschling, Tils, Mairdorf, Kranebitt, Rutzenberg i Sarns. L'any 2007 tenia 20.296 habitants. Limita amb els municipis de Feldthurns, Lüsen, Natz-Schabs, San Martin de Tor, Vahrn i Villnöß.

## Situació lingüística
| Pertinença lingüística (cens 2001) | 73,13% alemany |
| Pertinença lingüística (cens 2001) | 25,65% italià  |
| Pertinença lingüística (cens 2001) | 1,23% ladí     |

## Administració
| Període | Identitat          | Partit |
| ------- | ------------------ | ------ |
| 2004-   | Albert Pürgstaller | SVP    |

## Agermanades
- Alemanya Ratisbona
- Eslovènia Bled,

## Galeria d'imatges

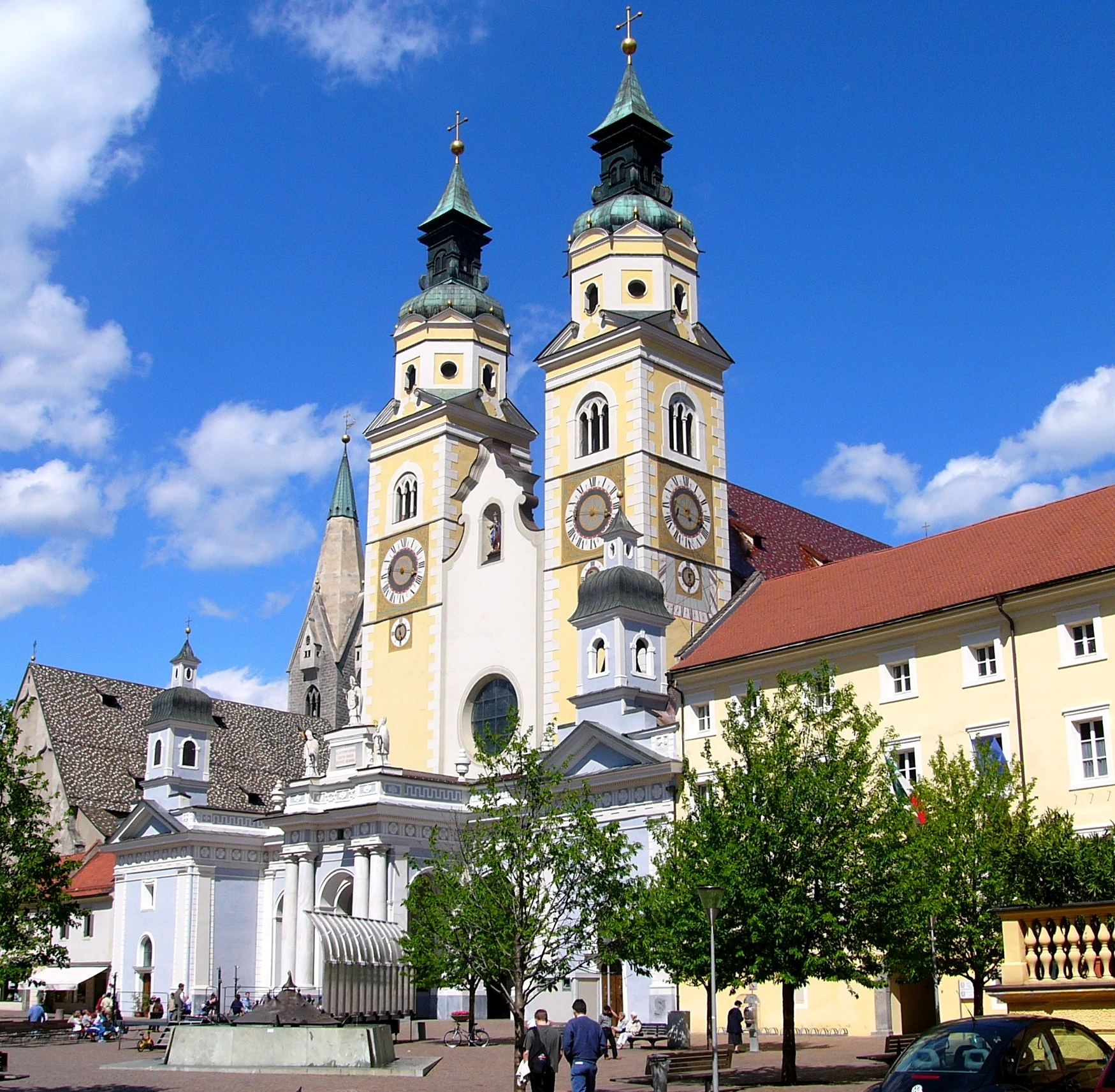
Catedral de Brixen
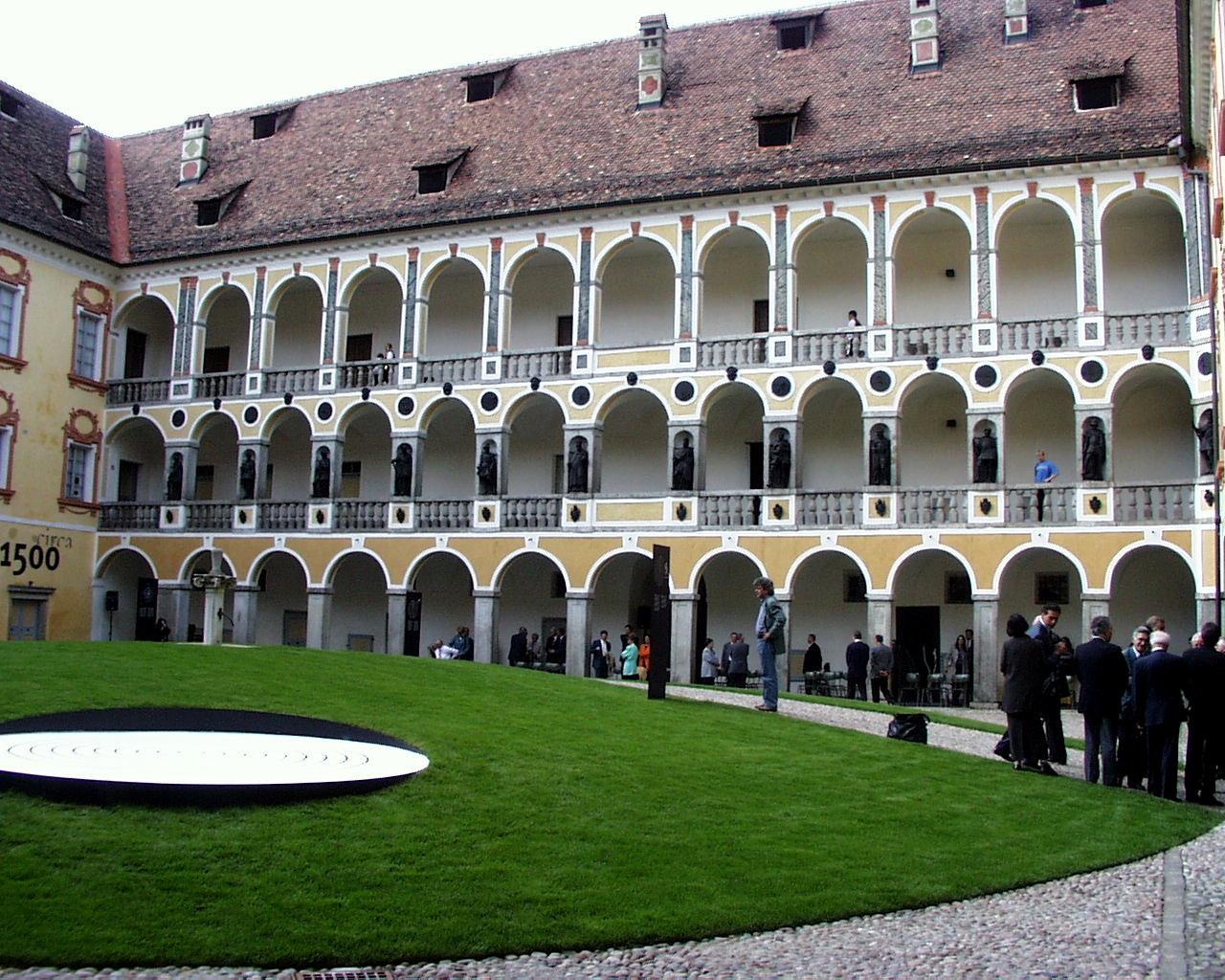
Interior del palau episcopal

Territori comunal

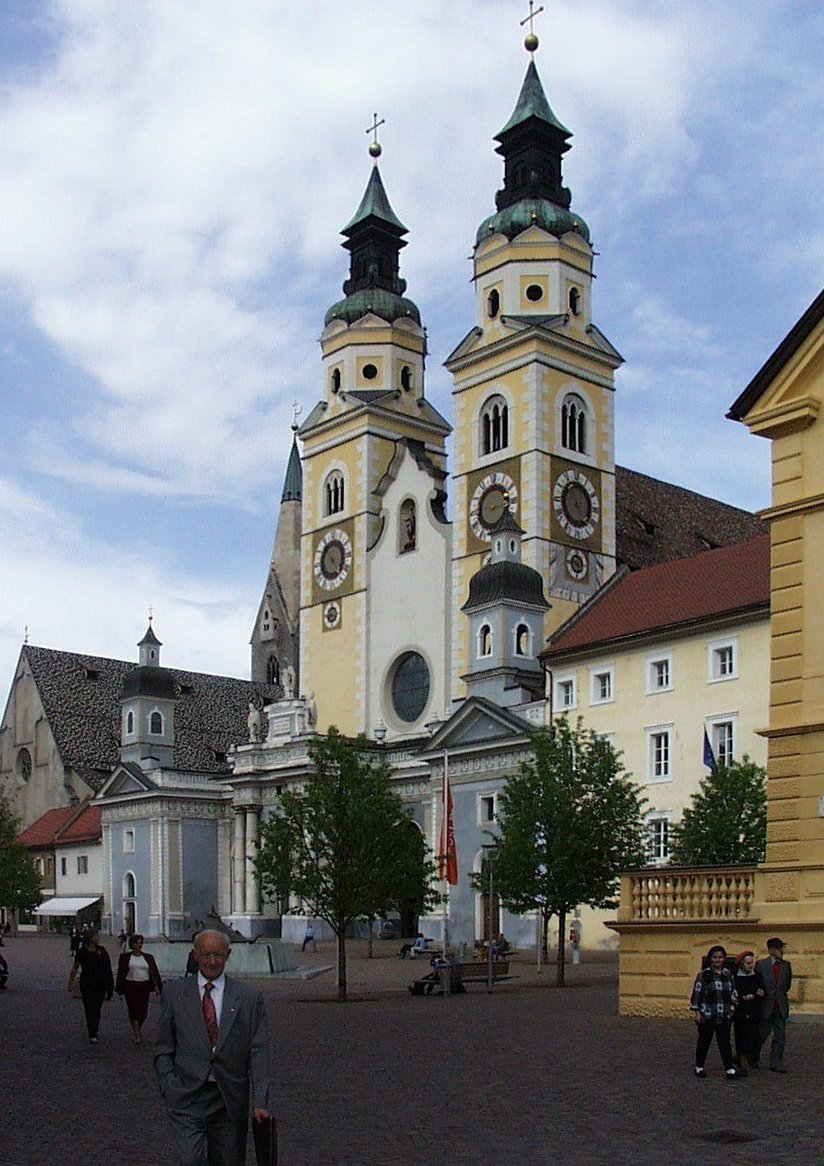
Catedral de Brixen